# Dänisches Radio-Sinfonieorchester

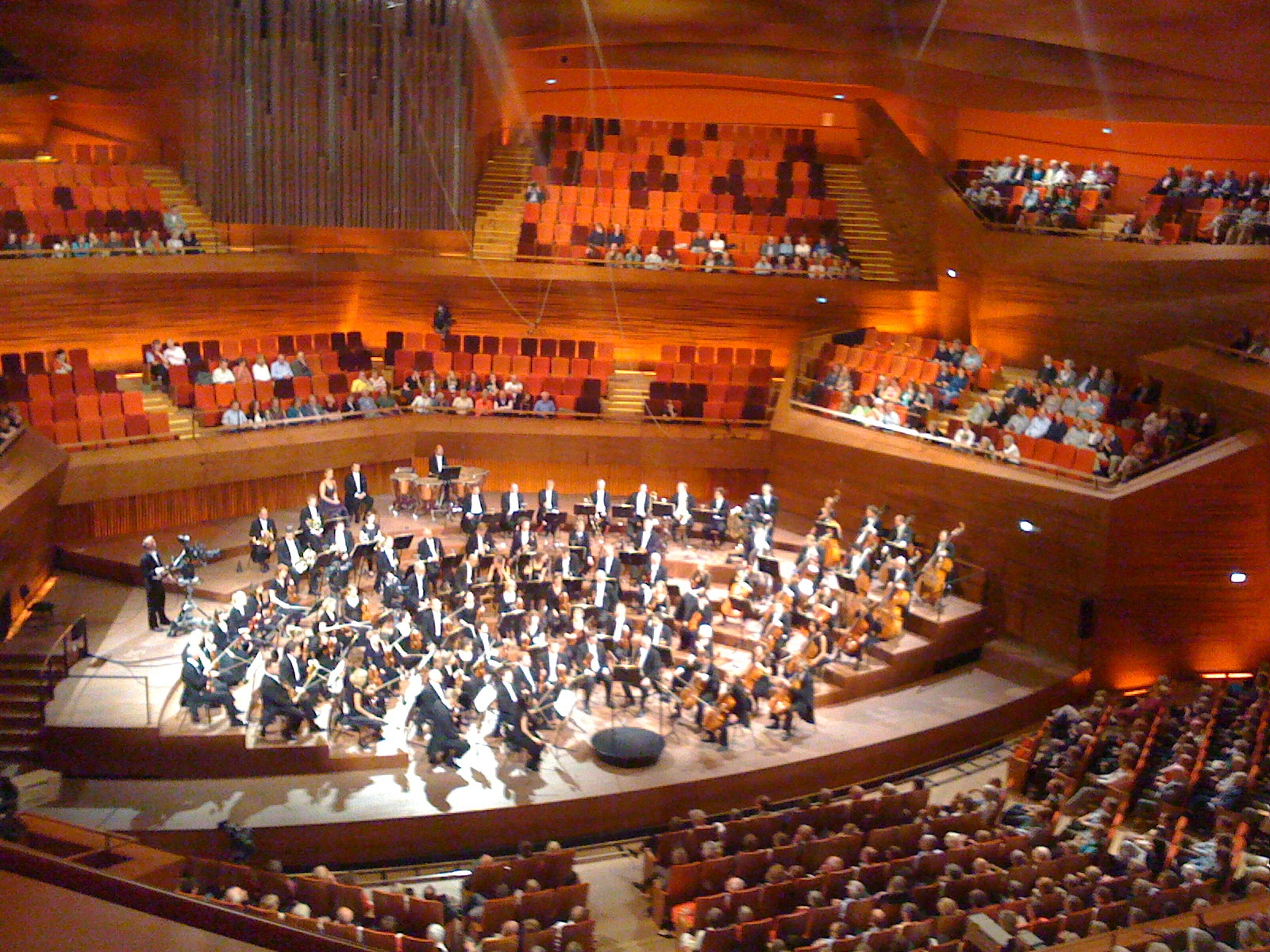
Dänisches Radio-Sinfonieorchester im Konzerthaus Kopenhagen (2009)

Das Dänische Radio-Sinfonieorchester (bekannt als: Danish National Orchestra; dänisch: DR SymfoniOrkestret (DRSO); englisch: Danish National Symphony Orchestra (DNSO)) ist mit über 100 Berufsmusikern eines der größten Orchester Dänemarks. Es wurde 1925 in Kopenhagen gegründet und zählt zu den ältesten Rundfunkorchestern der Welt. Das DNSO ist das Hauptorchester von Danmarks Radio (DR) und residiert seit 2009 im Konzerthaus Kopenhagen. Seit 2017 ist Fabio Luisi Chefdirigent.

## Geschichte
Neben dem Rundfunkorchester sind in Dänemark nur die mit der Oper assoziierte Königliche Kapelle sowie einige wenige regionale Orchester aktiv. Die Ursprünge des Orchesters gehen auf eine Initiative des Kammersängers und Rundfunkgründers Emil Holm zurück, der 1925 ein elfköpfiges Ensemble aufstellte. Ohne ein offizielles Amt innegehabt zu haben, nahm sich zunächst Launy Grøndahl der Leitung des Orchesters an. 1926 übernahm der dänische Rundfunk das Orchester. Im Jahr 1927 gab das DNSO sein erstes öffentliches Konzert, ab 1928 folgten wöchentliche Konzerte.
Mit Nikolai Malko begann die Zeit häufiger Gastdirigate; 1965 wurde in Kopenhagen der Nikolai-Malko-Wettbewerb eingerichtet. Zunächst konnte das Orchester das Axelborg-Gebäude nutzen, bis 1931 das Königlich Dänische Theater seine neue Bühne Stærekassen zur Verfügung stellte. Mittlerweile auf über sechzig Musiker angewachsen, wurde der Klangkörper 1932 um einen Rundfunkchor erweitert. Während seines Exils in der Zeit des Nationalsozialismus trat Fritz Busch wiederholt mit dem DNSO auf. Nach dem Zweiten Weltkrieg machte der damalige Leiter, Erik Tuxen, beim Edinburgh Festival 1950 das Orchester über die Landesgrenzen hinaus bekannt. 1945 gab das Orchester sein erstes Konzert im Radiohuset in Frederiksberg. Komponisten wie Pierre Boulez, Witold Lutosławski und Krzysztof Penderecki dirigierten das Rundfunkorchester in Kopenhagen.
Erster Chefdirigent des Dänischen Rundfunkorchesters war Herbert Blomstedt, der 1967 sein Amt antrat und das Profil des Orchesters formte. Neben Juri Aronowitsch hatten u. a. Péter Eötvös, Karlheinz Stockhausen, Oliver Knussen, Michel Tabachnik und Jan Latham-Koenig Gastdirigate inne. Für den Wettbewerb Eurovision Young Musicians 1986 in Kopenhagen übernahm das Orchester unter Hans Graf die Begleitung. Nach neun Jahren Vakanz wurde Lamberto Gardelli Chefdirigent. Mit dem Orchester besuchte er das Vereinigte Königreich. Unter Sixten Ehrling war es zu Gast in den USA. Tourneen führen das Orchester regelmäßig durch Skandinavien. Thomas Dausgaard, der von 2001 bis 2004 Erster Gastdirigent war, wirkte von 2004 bis 2011 als erster dänischer Chefdirigent. In seine Amtszeit fiel der Umzug (2009) in das vom französischen Architekten Jean Nouvel entworfene Konzerthaus Kopenhagen, das Teil des Komplexes DR Byen ist. Außerdem führte er das Orchester auf Auslandstourneen nach Südkorea und China. 2010 wurde Søren Nils Eichberg erster Composer in Residence.
Rafael Frühbeck de Burgos legte das Chefdirigat kurz vor seinem Tod 2014 nieder, woraufhin Fabio Luisi als Nachfolger bestimmt wurde. Dieser trat 2017 sein Amt an; 2018 wurde eine Vertragsverlängerung bis 2023 beschlossen.
Das Orchester sieht traditionell seinen Schwerpunkt in der Aufführung zeitgenössischer Musik, insbesondere von dänischen Komponisten. Das Orchester erhielt Aufträge bzw. verantwortete Uraufführungen u. a. von Niels Viggo Bentzon, Peter Maxwell Davies, Pelle Gudmundsen-Holmgreen, Axel Jørgensen, Rued Langgaard und Erik Norby.
Blomstedt legte einige Aufnahmen vor u. a. mit Werken Carl Nielsens, mit dem sich das Orchester seit langem verbunden fühlt. The Penguin Guide to the 1000 Finest Classical Recordings empfiehlt u. a. die Einspielungen der 1. (unter Leif Segerstam) und 6. Sinfonie (unter Thomas Dausgaard) Per Nørgårds. Weiterhin brachte das Orchester Operngesamtaufnahmen hervor: Schirmer übernahm 1996 die Einspielung von Nielsens Maskarade. Hameriks Marie Grubbe wurde 1959 mit Martellius Lundqvist aufgenommen. 2001 entstand mit Giuseppe Sinopoli ein Live-Mitschnitt von Puccinis Turandot. Dausgaard spielte mit dem Orchester Langgaards Antichrist (2002) und Ennas Das Mädchen mit den Schwefelhölzern (2005) ein. Unter de Burgos entstand eine DVD-Gesamtaufnahme der Beethoven-Sinfonien.
1985 erhielt das Orchester für seine Einspielung von Nielsens Sinfonien den Gramophone Classical Music Award (Historic (Non-Vocal)). Bei den Grammy Awards 2008 war die CD Amargós: Northern Concert (Leitung: Lan Shui) in der Kategorie „Best Classical Contemporary Composition“ nominiert.

## Dirigenten
Ständige Dirigenten:
- Launy Grøndahl (1925–1956)
- Erik Tuxen (1936–1957)
- Mogens Wöldike (1950–1967)
- Thomas Jensen (1957–1963)

Häufige Gastdirigenten:
- Nikolai Malko (1929–1961)
- Fritz Busch (1933–1951)
- Juri Aronowitsch

Chefdirigenten:
- Herbert Blomstedt (1967–1977; Ehrendirigent[1])
- Lamberto Gardelli (1986–1988)
- Leif Segerstam (1988–1995)
- Ulf Schirmer (1995–1998)
- Gerd Albrecht (2000–2004)
- Thomas Dausgaard (2004–2011; Ehrendirigent[1])
- Rafael Frühbeck de Burgos (2012–2014)
- Fabio Luisi (seit 2017)